# Prachthoornkikker
De prachthoornkikker (Ceratophrys ornata) is een kikker die behoort tot het geslacht Zuid-Amerikaanse hoornkikkers (Ceratophrys). De soort werd voor het eerst wetenschappelijk beschreven door Thomas Bell in 1843. Oorspronkelijk werd de wetenschappelijke naam Uperodon ornatum gebruikt.
De kikker komt voor in de tropische regenwouden van Zuid-Amerika. Het is een bodembewoner die zich ophoudt in de strooisellaag. De prachthoornkikker wordt als een van de bontst gekleurde kikkers gezien.

## Uiterlijke kenmerken
De prachthoornkikker wordt meestal zo'n zes tot zeven jaar oud maar kan zelfs de tien halen. De vrouwtjes worden zo'n 14 centimeter lang. De mannetjes zijn wat kleiner en worden zo'n 10 centimeter lang. De mannetjes zijn te herkennen aan hun zwarte keel.

## Voedsel en verdediging
De kikker jaagt passief door in een hinderlaag stil te blijven zitten en alles te grijpen dat voor zijn neus verschijnt. Het hoofdmenu bestaat uit insecten. De kikker eet echter ook muizen, kleine slangen, hagedissen, grote spinnen en soortgenoten.
De prachthoornkikker wordt beschouwd als een bijzonder agressieve soort. Als het dier zich bedreigd voelt begeeft het zich richting de belager en probeert te bijten. Een beet van de kikker in bijvoorbeeld een vinger staat bekend als erg pijnlijk.